# Ван Бо
Не путать с китайским футбольным тренером Ван Бо
Ван Бо (кит. 王勃), второе имя Цзиань (649—676) — китайский поэт эпохи Тан. Ван Бо считается одним из «четырёх крупных (поэтов) начала (эпохи) Тан».
Ван Бо был внучатым племянником поэта Ван Цзи. Родился в уезде Лунмэнь области Цзянчжоу (сейчас это уезд Хэцзинь провинции Шаньси) Служил писцом у одного из членов императорской семьи, затем состоял на военной службе в округе Гочжоу, но вскоре был отстранён от дел. Несмотря на раннюю смерть — он утонул при переправе через Янцзы в возрасте 26 лет, — оставил заметный след в китайской литературе.
Вместе с Ян Цзюном, Ло Биньваном и Лу Чжаолинем входил в группу под названием «Четыре гения начала эпохи Тан». Среди них Ван Бо занимает первое место. Из поэтического наследия Ван Бо сохранилось около 80 стихотворений, преимущественно четверостиший, и образец ритмической прозы — предисловие к стихам «Во дворце пути следования князя».
В стихах преобладают пейзажные зарисовки («В горах»), тема разлуки («Холодной ночью вспомнил друга»), сетования на тяготы войны. Ван Бо в значительной степени отказался от усложнённых форм поэзии, развил мелодику стиха. «Во дворце пути следования князя», пространное эссе-вступление, прославило поэта и как мастера прозы.

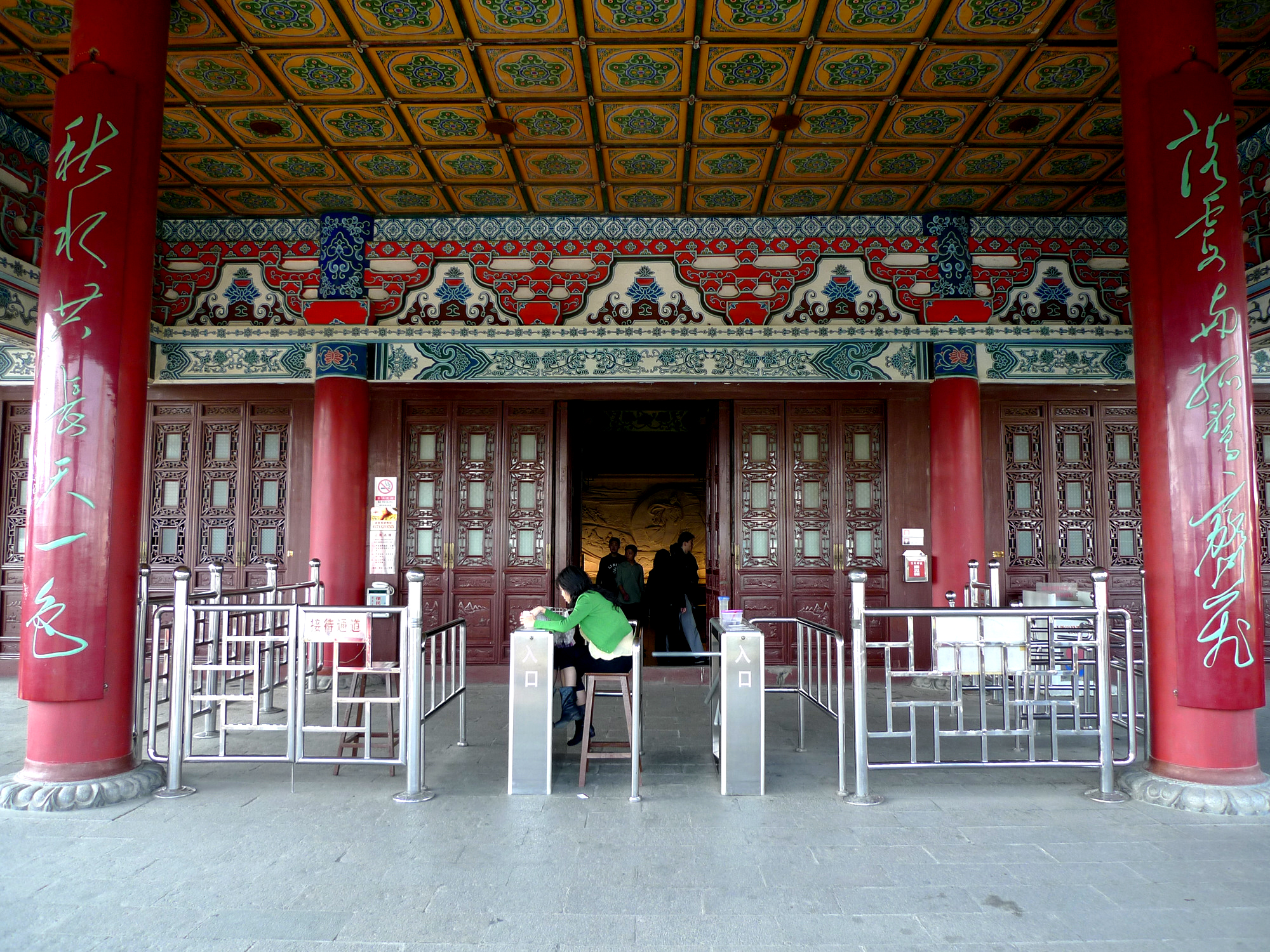
Записанная рукой Мао Цзэдуна цитата из предисловия, которое предпослал Ван Бо своему стихотворению «В павильоне тэнского князя» (на правой колонне сверху вниз и далее на левой колонне сверху вниз): «Опускается с неба заря и летит наравне с одинокою уткой, и осенние воды слились в один цвет с бесконечной небесною далью», Павильон тэнского князя, Наньчан, КНР

Академик В. М. Алексеев перевёл эссе на русский язык как образец утончённого стиля, отметив, что в этих стихах Ван Бо и в предисловии к ним прозвучал «мотив былой роскоши лиц, исторически известных и влиятельных, которые ушли со сцены, оставив потомков свидетелями полного своего разрушения. Царствует не человек, а природа, и Янцзыцзян (Цзян) течёт бесцельно, однако, в вечной полноте и непреодолимости».
Ван Бо выступал против распространения стиля «гунти» (кит. 宫体诗风), который остался после эпохи Суй, и выступал за стиль, который богат на эмоции.